# 福雷斯特縣 (密西西比州)
福雷斯特縣（英語：Forrest County）是美國密西西比州南部的一個縣。面積1,218平方公里。根据美國2000年人口普查，共有人口72,604人。縣治哈蒂斯堡。
成立於1906年4月19日，縣政府成立於1908年1月6日。縣名紀念美國內戰時期南方將領納丹·B·福雷斯特 （Nathan Bedford Forrest）。